# Rissjön (Vilhelmina socken, Lappland, 715987-155950)
Rissjön är en sjö i Vilhelmina kommun i Lappland och ingår i Ångermanälvens huvudavrinningsområde. Sjön har en area på 0,0393 kvadratkilometer och ligger 363,9 meter över havet. Sjön avvattnas av vattendraget Risån.

## Delavrinningsområde
Rissjön ingår i det delavrinningsområde (715955-155986) som SMHI kallar för Utloppet av Rissjön. Medelhöjden är 365 meter över havet och ytan är 0,39 kvadratkilometer. Räknas de 21 avrinningsområdena uppströms in blir den ackumulerade arean 301,12 kvadratkilometer. Risån som avvattnar avrinningsområdet har biflödesordning 3, vilket innebär att vattnet flödar genom totalt 3 vattendrag innan det når havet efter 298 kilometer. Avrinningsområdet består mestadels av skog (51 procent) och sankmarker (27 procent). Avrinningsområdet har 0,06 kvadratkilometer vattenytor vilket ger det en sjöprocent på 16,3 procent.